# Убиство у Монтани
Убиство у Монтани је 36. епизода стрип серијала Кен Паркер објављена у Лунов магнус стрипу бр. 578. Објавио ју је Дневник из Новог Сада у јануару 1984. године. Имала је 94 стране и коштала је 30 динара (0,23 $, одн. 0,66 DEM). Епизоду је нацртао Иво Милацо, а сценарио написао Ђанкарло Берарди. Аутор насловне стране није познат (али је по свој прилици исти као за ЛМС-565 и 571).

## Оригинална епизода
Оригинална епизода објављена је у јануару 1981. године под насловом Dirrito e rovescio. (Буквалан превод наслова је Право и кривo, мада има предлога да би било боље да се преведе са Лице и наличје.) Издавач је била италијанска кућа Cepim. Коштала је 600 лира и имала 96 страна.

## Кратак садржај
Долазећи у Хелену (главни град државе Монтана) у јануару 1877. год, Кен Паркер улази у позориште и бива сведоком убиства. Један од убица је и сам шериф, који оптужује Кена за убиство. Кен бежи уз помоћ једне од играчица у позоришту, која га упућује да се сакрије у њену собу. Када се бура слегла, Кен сазнаје да плесачица није женско, већ мушкарац по имену Јуниус Фој, који се облачи у женско.
Јуниус мења Кенов лични опис и њих двоје крећу, представљајући се као новинари листа ”Морнинг стар”, у истрагу о убиству. Проналазе да је убијен Лесли Кенон, службеник у предузећу Фултон, али никако да повежу конце. На крају сазнају да је цело убиство било изрежирано (Кенон је заправо жив) да би се разоктрила коцкарница која вара и уцењује муштерије.

## Значај епизоде
Ова епизода се уобичајено сматра епизодом у којој се Берарди и Миалцо баве хомосексуализмом и хомофобијом. Међутим, Јуниусова мотивација за преоблачење у женско је мање везана за његов родни идентитет, а више за могућност да добије шта жели, узимајући у обзир његову спознају да људи цене друге људе по изгледу. Његов атрактиван излед као жене му омогућава да од директра Фултона добије посeбну пажњу, те лако прође чуваре управника коцкарнице. Јуниус ужива у прерушавању, тако да и самом Кену мења лични опис, спремајући га за новинара.
Ипак, на самом крају, аутори остављају отворен простор за хомосексуалну мотивацију. Јуниус наговештава Кену да би волео да остану заједно, што Кен одбија под образложењем да, од када су се срели, има утисак како све изгледа супротно од оног што јесте.